# Homeide
Homeide è l'album di debutto del cantautore italiano Edoardo Vianello come cantastorie, insieme con Amedeo Minghi e Wilma Goich, pubblicato dall'etichetta discografica Amici (catalogo AMC 2002) nel 1973.

## Il disco
L'album è una favola musicale di Alvise Sapori, i testi sono di Sergepy e Sergio Bardotti, con musiche di Roberto Conrado ed Amedeo Minghi.
Il disco non è mai stato reso disponibile su cd, streaming e download digitale ufficiale

## Tracce
Lato A
1. Homeide (I Parte) – 18:00 – 1973

Lato B
1. Homeide (II Parte) – 16:00 – 1973
2. Canto d'amore di Homeide – 3:50 – 1973

## Formazione
- Edoardo Vianello - canto, voce
- Amedeo Minghi - canto, voce
- Wilma Goich - canto, voce

### Altri musicisti
- Toto Torquati - arrangiamento, direzione d'orchestra
- Piero Montanari - basso
- Massimo Buzzi - percussioni
- Luciano Ciccaglioni - chitarra
- Silvano Borgatta - tastiere
- Toto Torquati - tastiere
- Cooperativa Musicisti di Roma - archi e fiati
- Baba Yaga - coro
- Edoardo Vianello - produttore
- Alex Vogel - fonico
- Alvise Sacchi - disegni
- Peppe D'Arvia - foto